# Nuoto ai XVI Giochi paralimpici estivi - Donne 50 metri dorso
Le gare di nuoto 50 metri dorso donne ai XVI Giochi paralimpici estivi si sono svolte tra il 29 agosto e il 2 settembre 2021 presso il Tokyo Aquatics Centre. 

## Programma
Sono stati disputati 4 eventi, articolati in una serie di batterie di qualificazione in mattinata; la finale è stata disputata nel pomeriggio/sera del medesimo giorno.
| S2 |   |   |   |   |  |  |  |  | B | F |   |   |
| S3 | B | F |   |   |  |  |  |  |   |   |   |   |
| S4 |   |   |   |   |  |  |  |  |   |   | B | F |
| S5 |   |   | B | F |  |  |  |  |   |   |   |   |

| M | mattina | P | Pomeriggio/sera |

| B | Batterie di qualificazione | F | Finale per medaglia d'oro |

## Risultati
Tutti i tempi sono espressi in secondi.

### S2
| Pos. | Atleta               | Nazione   | Tempo   | Note |
| ---- | -------------------- | --------- | ------- | ---- |
|      | Yip Pin Xiu          | Singapore | 1:02,04 |      |
|      | Miyuki Yamada        | Giappone  | 1:06,98 |      |
|      | Feng Yazhu           | Cina      | 1:11,55 |      |
| 4    | Fabiola Ramirez      | Messico   | 1:12,66 |      |
| 5    | Angela Procida       | Italia    | 1:12,69 |      |
| 6    | Veronika Medchainova | RPC       | 1:14,59 |      |
| 7    | Zsanett Adami        | Ungheria  | 1:27,48 |      |
| 8    | Elif Ildem (S1)      | Turchia   | 1:32,49 |      |

### S3
| Pos. | Atleta                        | Nazione       | Tempo   | Note |
| ---- | ----------------------------- | ------------- | ------- | ---- |
|      | Arjola Trimi                  | Italia        | 51,34   |      |
|      | Ellie Challis                 | Gran Bretagna | 55,11   |      |
|      | Iuliia Shishova               | RPC           | 57,03   |      |
| 4    | Maiara Regina Pereira Barreto | Brasile       | 59,50   |      |
| 5    | Zoya Shchurova                | RPC           | 1:00,25 |      |
| 6    | Leanne Smith                  | Stati Uniti   | 1:02,93 |      |
| 7    | Haidee Viviana Aceves Perez   | Messico       | 1:07,66 |      |
| 8    | Edênia Garcia                 | Brasile       | 1:07,83 |      |

### S4
| Pos. | Atleta                  | Nazione   | Tempo | Note            |
| ---- | ----------------------- | --------- | ----- | --------------- |
|      | Liu Yu                  | Cina      | 44,68 | Record mondiale |
|      | Zhou Yanfei             | Cina      | 48,42 |                 |
|      | Alexandra Stamatopoulou | Grecia    | 49,63 |                 |
| 4    | Kat Swanepoel           | Sudafrica | 50,17 |                 |
| 5    | Maryna Verbova          | Ucraina   | 53,24 |                 |
| 6    | Gina Boettcher          | Germania  | 53,96 |                 |
| 7    | Olga Sviderska          | Ucraina   | 55,09 |                 |
| 8    | Nataliia Butkova        | RPC       | 55,18 |                 |

### S5
| Pos. | Atleta          | Nazione  | Tempo | Note            |
| ---- | --------------- | -------- | ----- | --------------- |
|      | Lu Dong         | Cina     | 37,18 | Record mondiale |
|      | Teresa Perales  | Spagna   | 43,02 |                 |
|      | Sevilay Öztürk  | Turchia  | 43,48 |                 |
| 4    | Sumeyye Boyaci  | Turchia  | 43,94 |                 |
| 5    | Monica Boggioni | Italia   | 45,46 |                 |
| 6    | Mayumi Narita   | Giappone | 47,86 |                 |
| 7    | Zhang Li        | Cina     | 48,02 |                 |
| 8    | Cheng Jiao      | Cina     | 48,75 |                 |